# الحموات الفاتنات (فلم)
الحموات الفاتنات هو فيلم مصري أنتج عام 1953، وهو يتناول قصة زوجين في بداية حياتهما الزوجية يتعرضان للكثير من المشاكل والمشاحنات بسبب وجودهما تحت سقف واحد مع حمواتهما. ويلعب دور البطولة الفنان كمال الشناوي والفنانة كاريمان.

## قصة الفيلم
سميـر، هو شاب وسيم في منتصف العشرينات يعمل في شركة مقاولات ويتزوج من نبيـلة، الفتاة التي لطالما أحبها. بعد عدة أيام من زواجهما تقرر والدة نبيلة الانتقال للعيش معهما مما أثار غيرة والدة سمير فتقرر بدورها الانتقال لتكون بجانب ابنها، بالتالي بدأت المشاجرات والاختلاف بين الوالدتين، ومن هنا دبت الفوضى في حياة الزوجين.
لذا يقرر سمير (كمال الشناوي) التخلص من حماته عن طريق البحث عن زوج لها ولكن بدأ النزاع بين الحموات على العريس وبعد العديد من المواقف والمقالب قررت نبيلة ووالدتها ترك المنزل والابتعاد عن المشاكل. وانهارت الحياة المثالية التي كان يحلم بها سمير وبدأت المشاكل في عمله في الوقت الذي كانت فيه نبيلة تنتظر مولودها. استموت المشاكل في التفاقم بسبب حالة الفوضى التي أصبح يعيش فيها إلى أن أودت به في السجن.
وفي هذه الأثناء تعلم نبيلة بما حدث لزوجها فتقرر الوقوف بجانبه تاركةً وليدها تحت رعاية والدتها وحماتها اللتان ما زالتا في عراك مستمر. وفي ذات الوقت الذي تنتهي فيه محنة سمير ويستعد للم شمل أسرته من جديد مع ابنه الذي لم يره، يتلقى الخبر المفجع بتعرض ابنه لحادث ناتج عن انشغال «الحموات الفاتنات» بالعراك المعتاد وينتهي الفيلم في المشفى ونرى الوالدين ولهفتهما على ابنهما والشعور بالأسى من قبل الحموات وندمهما واعترافهما بخطئهما عندما فكرتا بالتدخل في حياة أولادهما فتطلبان المسامحة وتقرران الابتعاد عن حياتهما وتركهما في سلام.

## طاقم التمثيل
| - كمال الشناوي - كريمان - إسماعيل ياسين - ماري منيب - ميمي شكيب | - عبد السلام النابلسي - وداد حمدي - زهير صبري - عباس رحمي - كمال إمام | - عبد المنعم سعودي - عبد الحميد بدوي - إبراهيم حمودة - فيفي ماهر - حسن أتلة | - إبراهيم حشمت - عبد العظيم كامل - خيرية أحمد - محسن حسنين |

## روابط خارجية
- مقالات تستعمل روابط فنية بلا صلة مع ويكي بيانات